# Stereocyclops
Genre
Synonymes
- Emydops Miranda-Ribeiro, 1920
- Ribeirina Parker, 1934
- Hyophryne Carvalho, 1954

Stereocyclops est un genre d'amphibiens de la famille des Microhylidae.

## Répartition
Les 4 espèces de ce genre sont endémiques de l'Est du Brésil.

## Liste des espèces
Selon Amphibian Species of the World (19 juin 2014) :
- Stereocyclops histrio (Carvalho, 1954)
- Stereocyclops incrassatus Cope, 1870
- Stereocyclops palmipes Caramaschi, Salles & Cruz, 2012
- Stereocyclops parkeri (Wettstein, 1934)

## Publication originale
- Cope, 1870 "1869" : Seventh Contribution to the Herpetology of Tropical America. Proceedings of the American Philosophical Society, vol. 11, no 81, p. 147-192 (texte intégral).